# Eliška Březinová
Eliška Březinová (* 19. února 1996 Brno) je česká krasobruslařka. Je šampionkou EduSport Trophy 2019, vítězkou New Year's Cup 2014, šampionkou Santa Claus Cup 2015 a sedminásobnou českou národní mistryní (2012, 2014–2016, 2018–20). Soutěžila v poslední rozjížďce na osmi mistrovstvích ISU, včetně tří mistrovství světa.

## Osobní život
Eliška Březinová se narodila 19. února 1996 v Brně. Je dcerou Edity a Rudolfa Březiny, trenéra krasobruslení, a mladší sestrou krasobruslaře Michala Březiny.

## Kariéra
Eliška Březinová začala bruslit v roce 2002. V roce 2010 debutovala v soutěži ISU Junior Grand Prix. V sezóně 2011–2012 se stala českou národní šampionkou v seniorské kategorii a byla poslána na mistrovství Evropy a světa. Na žádném ze šampionátů ale nepostoupila z kvalifikace.
V sezóně 2012–2013 se Březinová propadla na národním šampionátu na 4. místo a v Záhřebu na mistrovství Evropy 2013 se umístila na 30. místě. V květnu 2013 podstoupila operaci kotníku. Do konce sezóny ji trénoval Karel Fajfr spolu s jejím otcem, poté od léta 2013 Ivan Rezek a její otec.
V sezóně 2013–2014 získala Březinová svůj druhý národní titul a na mistrovství Evropy 2014 v Budapešti postoupila do volných jízd a skončila celkově na 15. místě. Poté se kvalifikovala do volných jízd i na mistrovství světa 2014 v Saitamě a skončila osmnáctá.
Eliška Březinová debutovala v Grand Prix v sezóně 2014–2015 a byla přidělena na závod Trophée Éric Bompard v Bordeaux. Potřetí vyhrála mistrovství ČR v krasobruslení. Na mistrovství Evropy 2015 ve Stockholmu skončila na 15. místě.

## Programy
| Sezóna    | Krátký program                                                                             | Volná jízda                                                                                     |
| --------- | ------------------------------------------------------------------------------------------ | ----------------------------------------------------------------------------------------------- |
| 2018–2019 | - Adagio Remo Giazotto, Tomaso Albinoni interpret Lara Fabian choreografie Nikolai Morozov | - Survivor interpret 2WEI choreografie Misha Ge                                                 |
| 2017–2018 | - Adagio Remo Giazotto, Tomaso Albinoni interpret Lara Fabian choreografie Nikolai Morozov | - Lion Dustin O'Halloran - Lion Theme - Searching For Home - River choreografie Nikolai Morozov |
| 2016–2017 | - Fever John Davenport, Eddie Cooley choreografie Danielle Montalbano                      | - Zvoník u Matky Boží Riccardo Cocciante choreografie Salomé Brunner                            |
| 2015–2016 | - El Tango de Roxanne interpret Sting choreografie Salomé Brunner                          | - Notre-Dame de Paris Riccardo Cocciante choreografie Salomé Brunner                            |
| 2014–2015 | - Megapolis Bel Suona choreografie Salomé Brunner                                          | - Vikingové Jerry Goldsmith choreografie Salomé Brunner                                         |
| 2013–2014 | - Tango Amore Edvin Marton                                                                 | - The 13th Warrior Jerry Goldsmith                                                              |
| 2012–2013 | - Tango Amore Edvin Marton - El Dia Que Me Quieras (Tango) interpret Richard Clayderman    | - Tygr a drak Tan Dun - Gejša John Williams                                                     |
| 2011–2012 | - Quidam (Cirque du Soleil) Benoît Jutras                                                  | - The Cotton Club John Barry                                                                    |
| 2010–2011 | - Chiquitita ABBA                                                                          | - The Cotton Club John Barry                                                                    |

## Výsledky
GP: Grand Prix; CS: Challenger Series; JGP: Junior Grand Prix
| Mezinárodní                               | Mezinárodní | Mezinárodní | Mezinárodní | Mezinárodní | Mezinárodní | Mezinárodní | Mezinárodní | Mezinárodní | Mezinárodní | Mezinárodní | Mezinárodní |
| Soutěž                                    | 09–10       | 10–11       | 11–12       | 12–13       | 13–14       | 14–15       | 15–16       | 16–17       | 17–18       | 18–19       | 19–20       |
| ----------------------------------------- | ----------- | ----------- | ----------- | ----------- | ----------- | ----------- | ----------- | ----------- | ----------- | ----------- | ----------- |
| Mistrovství světa                         |             |             | 41.         |             | 18.         | 27.         | 29.         |             | 18.         | 20.         |             |
| Mistrovství Evropy                        |             |             | 18. K       | 30.         | 15.         | 15.         | 23.         |             | 12.         | 10.         | 22.         |
| GP Bompard                                |             |             |             |             |             | 9.          |             |             |             |             |             |
| GP Rostelecom                             |             |             |             |             |             | 11.         |             |             |             |             |             |
| CS Autumn Classic                         |             |             |             |             |             |             |             |             |             | 12.         |             |
| CS Finlandia                              |             |             |             |             |             | 10.         | 14.         |             |             |             |             |
| CS Ice Star                               |             |             |             |             |             |             |             |             | 11.         |             |             |
| CS Lombardia                              |             |             |             |             |             | 16.         |             |             |             |             |             |
| CS Ondrej Nepela                          |             |             |             |             |             | 6.          | 12.         |             | 11.         |             |             |
| CS Tallinn Trophy                         |             |             |             |             |             |             | 11.         |             |             |             |             |
| CS U.S. Classic                           |             |             |             |             |             |             |             |             |             | 10.         | 11.         |
| CS Warsaw Cup                             |             |             |             |             |             |             |             | 27.         |             |             | WD          |
| Bavarian Open                             |             |             |             | 16.         |             |             |             |             |             |             |             |
| Challenge Cup                             |             |             |             | 18.         |             |             |             |             |             |             |             |
| Crystal Skate                             |             |             |             |             |             |             |             |             |             | 3.          |             |
| Cup of Tyrol                              |             |             |             |             |             |             |             |             | 10.         |             |             |
| Denkova-Staviski                          |             |             |             |             |             |             |             |             |             |             | 4.          |
| Dragon Trophy                             |             |             |             |             | 5.          |             |             |             |             |             | 4.          |
| EduSport Trophy                           |             |             |             |             |             |             |             |             |             | 1.          |             |
| Golden Bear                               |             |             |             |             | 7.          |             |             | 12.         |             |             | 8.          |
| Golden Spin                               |             |             |             |             | 9.          |             |             |             |             |             |             |
| Halloween Cup                             |             |             |             |             |             |             |             |             |             | 5.          | 16.         |
| Hellmut Seibt                             |             |             |             | 5.          | 7.          | 5.          | 7.          |             |             |             |             |
| Ice Challenge                             |             |             | 16.         |             |             |             |             |             |             |             |             |
| Jégvirág Cup                              |             |             |             |             |             |             |             |             |             |             | 3.          |
| Lombardia Trophy                          |             |             |             |             |             |             | 11.         |             |             |             |             |
| Merano Cup                                |             |             |             | 11.         |             |             |             |             | 6.          |             |             |
| Mladost                                   |             |             |             | 3.          |             |             |             |             |             |             |             |
| Nebelhorn Trophy                          |             |             |             | 16.         |             |             |             |             |             |             |             |
| Ondrej Nepela                             |             |             |             | 3.          |             |             |             |             |             |             |             |
| New Year's Cup                            |             |             |             | 5.          | 1.          |             |             |             |             |             |             |
| NRW Trophy                                |             |             | 23.         |             |             |             |             |             |             |             |             |
| Santa Claus Cup                           |             |             |             |             |             |             | 1.          |             |             |             |             |
| Slovenia Open                             |             |             |             |             | 5.          |             |             |             | 5.          |             |             |
| Triglav Trophy                            |             |             |             | 8.          |             |             |             |             |             |             |             |
| Universiade                               |             |             |             |             |             |             |             | 11.         |             | 13.         |             |
| Mezinárodní juniorské                     |             |             |             |             |             |             |             |             |             |             |             |
| JGP ISU Junior Grand Prix Rakousko        |             |             | 17.         | 20.         |             |             |             |             |             |             |             |
| JGP ISU Junior Grand Prix Česká republika |             | 14.         |             |             |             |             |             |             |             |             |             |
| JGP ISU Junior Grand Prix Německo         |             | 26.         |             |             |             |             |             |             |             |             |             |
| EYOF                                      |             | 20.         |             |             |             |             |             |             |             |             |             |
| Ice Challenge                             | 12.         | 5.          |             |             |             |             |             |             |             |             |             |
| Národní                                   |             |             |             |             |             |             |             |             |             |             |             |
| Mistrovství ČR                            |             | 3.          | 1.          | 4.          | 1.          | 1.          | 1.          | 2.          | 1.          | 1.          | 1.          |
| K = kvalifikace                           |             |             |             |             |             |             |             |             |             |             |             |